# Ulla-Britt Söderlund
Ulla-Britt Söderlund (Växjö, 12 de agosto de 1943 — Copenhague, 21 de julho de 1985) é uma figurinista sueca. Venceu o Oscar de melhor figurino na edição de 1976 por Barry Lyndon, ao lado de Milena Canonero.